# المجموعة باء لكأس الأمم الإفريقية 2013
المجموعة B من كأس الأمم الأفريقية لكرة القدم 2013 سوف تجري من 20 يناير لغاية 28 يناير. وتتكون من غانا، مالي، النيجر، الكونغو الديمقراطية. ستقام جميع المباريات في جنوب أفريقيا.

## الترتيب
| مفاتيح الألوان في جدول المجموعات              |
| --------------------------------------------- |
| أفضل فريقين يتأهلان إلى ربع النهائي           |
| تم اقصاء الفريقين صاحبي المركز الثالث والرابع |

| فريق                        | نقاط | فرق | عليه | له | خ | ت | ف | لعب |
| --------------------------- | ---- | --- | ---- | -- | - | - | - | --- |
| غانا                        | 7    | 4+  | 2    | 6  | 0 | 1 | 2 | 3   |
| مالي                        | 4    | 0   | 2    | 2  | 1 | 1 | 1 | 3   |
| جمهورية الكونغو الديمقراطية | 3    | 0   | 3    | 3  | 0 | 3 | 0 | 3   |
| النيجر                      | 1    | 4−  | 4    | 0  | 2 | 1 | 0 | 3   |

جميع الأوقات حسب التوقيت المحلي لجنوب أفريقيا (ت ع م+02:00).

## غانا ضد الكونغو الديمقراطية
| غانا                               | 2 – 2 | جمهورية الكونغو الديمقراطية    |
| ---------------------------------- | ----- | ------------------------------ |
| أغييمانغ-بادو 40' · ك. أسامواه 49' | تقرير | مبوتو 53' · مبوكاني 69' (ركل.) |

| جمهورية الكونغو الديمقراطية | غانا |

## مالي ضد النيجر
| مالي     | 0 – 1 | النيجر |
| -------- | ----- | ------ |
| كيتا 84' | تقرير |        |

## غانا ضد مالي
| غانا | المباراة 11 | مالي |
| ---- | ----------- | ---- |
|      |             |      |

## النيجر ضد الكونغو الديمقراطية
| النيجر | المباراة 12 | جمهورية الكونغو الديمقراطية |
| ------ | ----------- | --------------------------- |
|        |             |                             |

## النيجر ضد غانا
| النيجر | المباراة 19 | غانا |
| ------ | ----------- | ---- |
|        |             |      |

## الكونغو الديمقراطية ضد مالي
| جمهورية الكونغو الديمقراطية | المباراة 20 | مالي |
| --------------------------- | ----------- | ---- |
|                             |             |      |

## وصلات خارجية
- الموقع الرسمي